# Zygmunt Miłkowski (pisarz)
Zygmunt Fortunat Miłkowski, pseudonim Teodor Tomasz Jeż, także Władysław Bonar, Z.F.M., Fortunat Metko (ur. 23 marca 1824 w Saracei na Podolu, zm. 11 stycznia 1915 w Lozannie) – polski pisarz, publicysta i polityk niepodległościowy, powstańczy pułkownik. Jeden z najpłodniejszych pisarzy polskich.

## Życiorys
Był uczniem szkół w Niemirowie, gdzie w 1838 roku zawiązał nielegalną konspirację uczniowską. Ukończył Liceum Richelieu’ego w Odessie (1846), a następnie studiował matematykę na uniwersytecie w Kijowie (1847–1848). Zorganizował tam tajną organizację patriotyczną wśród polskich studentów tamtejszego uniwersytetu. Po wybuchu Wiosny Ludów przedostał się na Węgry. Uczestniczył w powstaniu węgierskim walcząc w Legionie Polskim dowodzonym przez gen. Józefa Wysockiego. Mianowany porucznikiem, wziął udział w oblężeniu Aradu, a następnie w ofensywie wiosennej 1849. Następnie walczył pod Temesvarem i wraz z całą formacją przeszedł na terytorium Turcji. Znajdując się w obozie w Szumli wstąpił do Towarzystwa Demokratycznego Polskiego. Od 1850 przebywał na emigracji w Anglii, gdzie pracował jako robotnik w warsztacie obić papierowych. Należał do londyńskiej sekcji TDP i był autorem artykułów dotyczących Ukrainy w „Demokracie Polskim”. Po nieudanej próbie zamieszkania w Paryżu i wydaleniu go przez policję z Francji jako emisariusz Centralizacji TDP został wysłany na Ukrainę. Przez Marsylię, Stambuł i Jassy przedostał się do przygranicznego regionu Ukrainy, Pobereża, a następnie do Kijowa, gdzie zawiązał tajny komitet. Jednak niebawem policja wpadła na jego trop i spiskowców bądź rozstrzelano bądź zesłano na Sybir. Samemu Miłkowskiemu udało się uciec do Mołdawii.
W latach 1851–1858 był agentem Komitetu Centralnego Demokracji Europejskiej na Bałkanach. Początkowo działał na terenie Rumunii, następnie od 1855 przebywał w Stambule. W tym czasie utrzymywał się z pracy na rzecz jednej z francuskich firm handlowych, a także prowadząc jadłodajnię w Stambule. Podczas wojny krymskiej próbował wraz z gen. Józefem Wysockim sformować legion polski przy boku Turcji. W latach 1858–1860 członek Centralizacji TDP. W tym czasie przebywał w Paryżu i Londynie, gdzie współpracował z „Przeglądem Rzeczy Polskich” oraz nawiązał stosunki z Aleksandrem Hercenem i Giuseppe Mazzinim. Uważał wówczas, że wobec odbudowy w Polsce życia politycznego emigracja nie powinna narzucać krajowi swego przywództwa. Ponieważ jego pogląd nie zyskał poparcia w marcu 1859 zrezygnował z członkostwa w Centralizacji i wszedł do komitetu Seweryna Elżanowskiego.
W latach 1859–1863 mieszkał pod nazwiskiem Fortunat Melko w Mihăileni (obecnie w Rejonie Rîșcani w Mołdawii). Stworzył tam ośrodek prac konspiracyjnych, pośrednicząc pomiędzy Paryżem a konspiracją kijowską, a także zostając w 1862 z ramienia warszawskiego Komitetu Centralnego Narodowego naczelnikiem wojskowym na Ukrainę. Po przedwczesnym wybuchu powstania zrezygnował pod naciskiem „białych” z tej funkcji na rzecz gen. Józefa Wysockiego, który mianował go naczelnikiem sił zbrojnych na Podolu. Ponieważ jednak powstanie na tym terenie nie wybuchło, mianowany pułkownikiem zorganizował w Tulczy na terenie Turcji oddział wojskowy. Wraz z nim wkroczył do Rumunii, gdzie w bitwie pod Kostangalią rozbił kilkakrotnie silniejszy oddział rumuński. Jednak nie udało mu się przedostać na Podole i ostatecznie złożył broń przed Rumunami. Wydalony z tego kraju, znalazł się we Lwowie, skąd w lutym 1864 wysłano go na placówkę w do Belgradu. W stolicy Serbii mieszkał w latach 1864–1866 w trudnych warunkach materialnych.
Następnie mieszkał w latach 1866–1872 w Brukseli. Uczestniczył w pracach Zjednoczenia Emigracji Polskiej, gdzie był m.in. członkiem Komitetu (1868–1869) i redagował wychodzącą w Paryżu „Niepodległość” (1867). Zwalczał wówczas Ludwika Mierosławskiego i jego zwolenników twierdząc, że rozbijają oni patriotyczną część opinii publicznej. Od 1871 był także członkiem Komitetu Centralnego Ligi Pokoju i Wolności. W 1872 osiadł w Szwajcarii. Początkowo przebywał w Lozannie (1872–1879), gdzie przy Avenue de Morges prowadził „zakład edukacyjny” z internatem dla młodzieży polskiej. Placówka upadła ze względów finansowych. Po nieudanej próbie przeniesienia się do Paryża (1880–1882) pozostał w Szwajcarii, mieszkając kolejno w Genewie (1882–1899), Zurychu (1899–1910), Wetzikonie pod Zurychem (1910–1913) i ponownie w Lozannie (1913–1915). W tym czasie kilkakrotnie odbył krótkie podróże do Galicji, m.in. na lwowską wystawę krajową (1894). Utrzymywał się z publikacji swoich utworów, a także z korespondencji umieszczanych pod pseudonimem Teodor Tomasz Jeż w czasopismach wszystkich 3 zaborów. Był jedną z czołowych postaci polskiego środowiska emigracyjnego. Członek Zarządu Związku Wychodźstwa Polskiego i Rady Zarządzającej Muzeum Narodowym Polskim w Rapperswilu w Szwajcarii. Obracał się głównie w kręgach liberalnej i demokratycznej emigracji, utrzymując także, mimo iż nie podzielał ich poglądów politycznych, ożywione stosunki z socjalistami, głównie z kręgu Bolesława Limanowskiego. Spotykał się także m.in. w 1886 r. z Józefem I. Kraszewskim, na którego pogrzebie przemawiał w roku następnym. Od 1869 członek zagraniczny Towarzystwa Naukowego Serbskiego. W latach 1890–1912 był kontrolerem Muzeum Narodowego w Raperswilu. W 1910 wsparł swym autorytetem akcję Stefana Żeromskiego, Zygmunta Wasilewskiego i Stanisława Szpotańskiego, dzięki czemu usunięto za nadużycia finansowe kustosza Włodzimierza Rużyckiego. Zaprotestował też skutecznie przeciwko przeniesieniu Biblioteki Raperswilskiej do kraju pod zaborami. W 1913 otrzymał tytuły członka honorowego Towarzystwa Szkoły Ludowej i Polskiego Towarzystwa Pedagogicznego we Lwowie.
W tym okresie nadal czynnie działał na rzecz odzyskania niepodległości Polski. W 1887 opublikował najgłośniejszy swój tekst polityczny broszurę Rzecz o obronie czynnej i skarbie narodowym (Paryż 1887). Miłkowski poddał w niej bezwzględnej krytyce politykę, którą określił jako obronę bierną, a która jego zdaniem zrodziła się z panicznego strachu, jaki opanował serca i umysły Polaków po klęsce powstania styczniowego. On właśnie stał się przyczyną pojawienia się „adwokatów bojaźni”, czyli zwolenników ugody z zaborcami, którzy chcieli bronić polskość tylko przez pracę organiczną, prowadzoną „w granicach prawem przepisanych”. Za tą postawą poszły „wywody przeciwko liberum conspiro” oraz wezwania do przeciwdziałania nastrojom powstańczym. To wszystko zdaniem Miłkowskiego doprowadziło ideę „obrony biernej” do „poniżenia ostatecznego”. Tym bardziej, że ze strony zaborców taka postawa Polaków nie przyniosła zakładanych przez ugodowców celów. W odpowiedzi na nią Prusy zadekretowały gromadne z ziemi polskiej Polaków wygnanie, Moskwa zaostrza ukazy mające na celu doszczętne żywiołu polskiego zgniecenie, Austria coraz to łaskawiej i gruntowniej rujnuje Polskę ekonomicznie i intelektualnie. Zdaniem autora „Rzeczy o obronie czynnej...” wszyscy zaborcy mają w stosunku do Polaków ten sam cel: „przerobienie” ich na (w zależności od zaboru) na Rosjan, Prusaków lub Austriaków. Różnica jest tylko w sposobie tego „przerabiania”: Ta polityka zaborców wynika z faktu, że polskość kojarzy się zaborcom z ideą wolności która jest przeciwna naturze państw które Polskę rozebrały. Dlatego Polacy chcąc przetrwać powinni powrócić do „obrony czynnej”. Miłkowski definiował ją jako zespół działań zarówno legalnych, jak i nielegalnych których celem miało być wzmocnienie materialnych i duchowych sił narodu – tak aby móc się w sprzyjających okolicznościach wybić się na niepodległość. Jak pisał obrona czynna nie polega na powstaniu, ale nakazuje nie odżegnywać się od onego i mieć je na widoku. Chodzi o powstanie nie „romantyczne”, ale racjonalne, zastosowane do szans przewidywać się dających i przysposabiane na wzór i podobieństwo tego, jak sztab główny pruski sposobi się do możliwych i przypuszczalnych wypadków, zarysowujących się na politycznym horyzoncie Europy. Aby jednak właściwie przygotować się do tego momentu potrzebna jest koordynacja działań i wytworzenie ośrodka centralnego „instytucję narodową” niezależną od zaborców i która tą walką czynną pokieruje. Potrzebne jest także zgromadzenie odpowiednich środków na przyszłą walkę zbrojną – stąd wezwanie autora broszury do utworzenia specjalnego Skarbu Narodowego który przez powszechne opodatkowanie Polaków będzie te środki gromadził.
Miłkowski czynnie zaangażował się w urzeczywistnienie zawartych w Rzeczy o obronie czynnej... przemyśleń. Przede wszystkim był obok Ludwika Michalskiego, Maksymiliana Hertela i Aleksandra Hirschberga założycielem powstałej na zamku Hilfikon koło Zurychu w sierpniu 1887 tajnej Ligi Polskiej. Został też wówczas redaktorem paryskiego dwutygodnika Wolne Polskie Słowo organu Ligi finansowanemu przez Ludwika Michalskiego. Program LP zakładał odbudowanie Polski jako demokratycznej republiki i nawiązywał do Manifestu TDP w 1836. Podkreślano w nim konieczność współpracy z innymi narodami mieszkającymi na terenie dawnej Rzeczypospolitej oraz równouprawnienia i asymilacji Żydów. Sam Miłkowski widział rozwiązanie sporów z Ukraińcami na drodze dobrowolnej federacji. Był członkiem pierwszej Centralizacji LP i uczestniczył w jej czterech pierwszych zjazdach. Po przejęciu w 1893 władzy w Lidze przez zwolenników rodzącego się nacjonalizmu na czele z Zygmuntem Balickim, Romanem Dmowskim i Janem Ludwikiem Popławskim i powołaniu przez nich w miejsce Ligi Polskiej – Ligi Narodowej w 1894 rozwiązał formalnie Ligę Polską i podporządkował się ich decyzji na zjeździe w 1895. Mimo swoich liberalno-demokratycznych poglądów oraz faktu, że został odsunięty od kierowania LN był początkowo lojalny wobec jej nowego kierownictwa. Współpracował z endecką prasą oraz popierał jej antyrewolucyjną postawę w 1905, a także do 1906 zgadzał się na wypłacania LN subwencji ze Skarbu Narodowego. Dopiero gdy Liga Narodowa weszła na tory współpracy z państwem rosyjskim, w 1908 odciął się od niej. Nawiązał wówczas kontakt z „Krytyką” redagowaną przez Wilhelma Feldmana. Mimo swego krytycznego wówczas stosunku do endecji nie wsparł jednak rodzącej się irredenty polskiej na czele z Józefem Piłsudskim. Dopiero w 1914 roku wsparł ruch strzelecki wysyłając członkom tych organizacji swe „błogosławieństwo wojskowe”. Drugą instytucją realizującą koncepcje Zygmunta Miłkowskiego stał się powołany ostatecznie w 1891 legalnie działający Skarb Narodowy, w którym do śmierci pełnił funkcję prezesa Komisji Nadzorczej. Instytucji tej, zwalczanej zarówno przez konserwatystów, jak i część socjalistów, udało się do 1911 zgromadzić z dobrowolnych datków ponad 300 000 franków. Jednym z najhojniejszych zapisów na jej rzecz była darowizna Ludwika Michalskiego (30 000 franków). Sam Miłkowski w 1900 odbył podróż po Stanach Zjednoczonych agitując na rzecz Skarbu, był także przyjęty przez prezydenta Williama McKinleya. W latach 1906–1908 agitował na rzecz Skarbu w wydawanym w Paryżu piśmie „Dla Ojczyzny”.
Wybuch I wojny światowej przyjął z radością, uważając, że przyniesie ona Polsce wymarzoną niepodległość. Nie wsparł jednak akcji tworzenia Legionów Polskich, gdyż swe nadzieje wiązał ze zwycięstwem Ententy. W tym okresie nie wiązał się z żadną z istniejących polskich orientacji politycznych. Zmarł w Lozannie, gdzie został pochowany na cmentarzu Bois-de-Vaux. Jego pogrzeb stał się manifestacją jednoczącą wszystkie polskie środowiska polityczne, uczestniczyli w nim m.in. Ignacy Jan Paderewski i Henryk Sienkiewicz. W wydanych pośmiertnie pamiętnikach Od kolebki przez życie opisał swoją działalność jako emisariusza, działacza niepodległościowego, człowieka o zdecydowanych zapatrywaniach światopoglądowych, przeciwnika konserwatyzmu społecznego.

## Twórczość
Zygmunt Miłkowski należy do najpłodniejszych polskich pisarzy, poza utworami publicystycznymi pozostawił 80 powieści (ich liczbą ustępował tylko Kraszewskiemu). Jako powieściopisarz debiutował utworem Wasyl Hołub, opublikowanym w 1858 w „Dzienniku Literackim”. W powieściach Miłkowskiego objawiło się jego zainteresowanie obyczajem i kulturą chłopską, zwłaszcza z terenu Ukrainy, którą dokumentował etnograficznie, ale też nie ukrywał swojego pozytywnego do niej stosunku. Doceniał zarówno jej walory estetyczne, jak i etyczne. Ukazywał konflikty między szlachtą a chłopstwem, w których obciążał winą raczej szlachtę. Wskazywał jednak na możliwość ułożenia dobrych stosunków między ziemiaństwem a poddanymi. Jego zdaniem równowaga społeczna powinna być oparta na korzystnym dla dworu i wsi poddziale pracy oraz wzajemnych korzyściach i szacunku. Mimo wspólnych wątków światopoglądowych powieści Miłkowskiego nie były monotematyczne. W Handzi Zahornickiej osią konstrukcyjną była budowa cerkwi oraz wędrówka bohaterów w celu poznania zasad budownictwa sakralnego. Wasyl Hałuba dotyczył wojny rosyjsko-tureckiej z 1828 oraz powstania listopadowego. Historia o pra-pra-pra... wnuku łączyła w sobie cechy powieści chłopskiej, historycznej, romansu edukacyjnego, sagi rodzinnej i publicystyki społecznej.

### Powieści
- Wasyl Hołub, Lwów 1858, Radomska Biblioteka Cyfrowa – wersja elektroniczna
- Handzia Zahornicka, Wilno 1859, POLONA – wersja elektroniczna
- Szandor Kowacz, Wilno 1861 POLONA – wersja elektroniczna
- Historia o pra-pra-pra... wnuku i pra-pra-pra... dziadku, t. 1, część 1 Wilno 1863 POLONA – wersja elektroniczna,
- Historia o pra-pra-pra... wnuku i pra-pra-pra... dziadku, t. 1, część 2, Wilno 1864 POLONA – wersja elektroniczna,
- Historia o pra-pra-pra... wnuku i pra-pra-pra... dziadku, t. 2, część 1 Wilno 1863 POLONA – wersja elektroniczna,
- Historia o pra-pra-pra... wnuku i pra-pra-pra... dziadku,t. 2, część 2 Wilno 1864 POLONA – wersja elektroniczna
- Wrzeciono, Lwów 1865
- Asan. Ustęp z dziejów „Słowian bałkańskich”. Powieść historyczna, Lwów 1869,
- Nauczycielka, Warszawa 1869
- Urocza, Warszawa 1870
- Dersław z Rytwian, Warszawa 1871
- Hryhor Serdeczny, Poznań 1874, POLONA – wersja elektroniczna
- Ofiary, t. 1, Warszawa 1874 POLONA – wersja elektroniczna
- Ofiary t. 2, Warszawa 1874 POLONA – wersja elektroniczna
- Zarnica, Warszawa 1874
- Emancypowana, Warszawa 1874
- Starodubowska sprawa, Lwów 1875
- Za króla Olbrachta, Warszawa 1876, wyd. 2 Warszawa 1930 POLONA – wersja elektroniczna
- Słowiański hercog, Warszawa 1876
- Z burzliwej chwili, Warszawa 1880–1882
- Uskoki. Powieść z dziejów Słowiańszczyzny południowej, Warszawa 1881, POLONA – wersja elektroniczna
- Wnuk chorążego, Warszawa 1881
- Narzeczona Harambaszy. Powieść z dziejów słowiańszczyzny południowej, Warszawa 1882, POLONA – wersja elektroniczna
- Karzeł dyplomata, Warszawa 1882
- Dachijszczyzna. Powieść z dziejów serbskich, Warszawa 1883 POLONA – wersja elektroniczna
- Niezaradni, Warszawa 1884
- W obronie gniazda, Warszawa 1884
- Rotułowicze. Powieść z dziejów serbskich, Warszawa 1884 POLONA – wersja elektroniczna
- Dyplomacja szlachecka, Warszawa 1885
- Lat temu dwieście, Kraków 1887
- Za gwiazdą przewodnią, Warszawa 1896
- Ci i tamci, Powieść z czasów kampanii węgierskiej, t. 1, Warszawa 1899 POLONA – wersja elektroniczna
- Ci i tamci, Powieść z czasów kampanii węgierskiej, t. 2, Warszawa 1899 POLONA – wersja elektroniczna
- Ci i tamci, Powieść z czasów kampanii węgierskiej, t. 3, Warszawa 1899 POLONA – wersja elektroniczna
- W zaraniu, Lwów 1889, POLONA – wersja elektroniczna
- Nad rzekami Babilonu, Warszawa 1899
- Jaskółki, Warszawa 1900
- Miłość w opałach – powieść z dziejów Kroacji, Warszawa 1902
- Pamiętniki starającego się. Komysznik, Warszawa 1903 POLONA – wersja elektroniczna
- Pierwsze boże przykazanie, Warszawa 1907

### Publicystyka polityczna
- Udział Polaków w wojnie wschodniej, Paryż 1858
- Pamiętniki włóczęgi, Lwów 1858
- L. Mierosławski oszkicowany, Paryż 1869
- W Galicji i na Wschodzie, Paryż 1880
- Odpowiedzi na adresy młodzieży polskiej, Kraków 1883
- Rzecz o obronie czynnej i skarbie narodowym, Paryż 1887 POLONA – wersja elektroniczna
- Wspomnienia o J. I. Kraszewskim, Warszawa 1888
- Opowiadanie z wędrówki po koloniach polskich w Ameryce Północnej, Paryż 1901
- Skarb Narodowy Polski. Nieco o Lidze Narodowej, Lwów 1905
- Nie zawadzi historii nieco, Warszawa 1912
- Sylwety emigracyjne, Lwów 1904 Wikiźródła – wersja elektroniczna

## Odznaczony
Postanowieniem prezydenta RP Ignacego Mościckiego z 9 października 1933 został odznaczony pośmiertnie Krzyżem Niepodległości z Mieczami za pracę w dziele odzyskania niepodległości.

## Upamiętnienie
Uchwałą Sejmu RP IX kadencji z 28 lipca 2023 zdecydowano o ustanowieniu roku 2024 „Rokiem Zygmunta Miłkowskiego”.

## Rodzina
Urodził się w rodzinie Józefa, oficera napoleońskiego, oficjalisty, dzierżawcy majątków ziemskich i Balbiny z Brudzewskich. Od 1861 był żonaty z Zofią z Wróblewskich (1840–1906), z którą miał pięcioro dzieci:
- Józefa (1870–1920), kapitana Wojska Polskiego, kawalera Virtuti Militari,
- Antoninę (1871-?), żonę Franciszka Rawity-Gawrońskiego,
- Hannę z męża Pojawską (1872–1931), artystkę-rzeźbiarkę,
- Helenę (1872–1931) żonę Stanisława Tarczyńskiego (1878–1926),
- Marię (1878–1907) żonę Stanisława Weila (1875–1944)[2][17][18].

## Literatura
- Stefan Kieniewicz, Marian Malicki, Miłkowski Zygmunt Fortunat (1824–1915), Polski Słownik Biograficzny, t. 21, Wrocław-Warszawa-Kraków-Gdańsk 1976, s. 263–268,
- Alina Witkowska, Ryszard Przybylski: Romantyzm. Wyd. VIII – 3 dodruk. Warszawa: Wydawnictwo Naukowe PWN, 2009, s. 507–509, 612, 666, seria: Wielka Historia Literatury Polskiej. ISBN 978-83-01-13848-6.